# Pam van der Laan
Pour les articles homonymes, voir van der Laan.
Pam van der Laan née le 26 septembre 2003, est une joueuse néerlandaise de hockey sur gazon. Elle évolue au poste de défenseure au Huizer HC et avec l'équipe nationale néerlandaise.

## Carrière
- Elle a fait ses débuts en équipe première le 8 avril 2022 contre l'Inde à Bhubaneswar lors de la Ligue professionnelle 2021-2022[1].

## Palmarès
- : 2e à la Ligue professionnelle 2021-2022.